# Флора
 За богинята вижте Флора (митология).  
Флора се нарича комплексът от всички растителни видове, които в определен период от време се срещат в даден район. Обикновено под „флора“ се имат предвид всички растителни видове, но в някои случаи могат да се разглеждат само отделни групи, например „флора на семенните растения“.
Вследствие от разнообразни климатични и екологични фактори, различните части на земното кълбо се характеризират с различна по еволюция и биоразнообразие флора. Земята е разделена на шест флористични царства: холарктично, палеотропично, неотропично, австралийско, капско и антарктично. Царствата са разделени на области, областите – на провинции, провинциите на окръзи.
България принадлежи на холарктичното царство, в субсредиземноморската флористична област, и по-точно в нейната югоизточна провинция. На територията на страната са обособени следните флористични окръзи: Странджа, Черноморско крайбрежие, Дунавска равнина, Североизточен, Старопланински, Тракийски, Рило-Родопски, Пирински, Западнобългарски и Добруджански окръзи.
Изучаването на флората в даден район дава възможност да се направят изводи за нейния произход и еволюционно развитие, както и за степента на антропогенно въздействие. Освен научно, този анализ има и стопанско значение. Показателите, които се изследват са:
- брой растителни видове, родове и семейства,
- отношение на броя видове към броя родове,
- брой видове, характерни за областта.

Важен показател в анализа е степента на оригиналност на флората в района, за която се съди по относителния брой ендемити. Например на остров Мадагаскар относителният брой ендемити сред семенните растения е 89%, на остров Света Елена — 85%, на Балканския полуостров – 27%, а за България – 7%.

## Други
На флората е наречена улица в квартал „Манастирски ливади“ в София (Карта).